# フリースタイル (出版社)
フリースタイルは、日本の出版社。1999年創業、2000年より出版開始。
松本大洋、片岡義男、都筑道夫、山上たつひこ、吉田戦車、谷口ジロー、小林信彦などの単行本を出しているほか、季刊で雑誌『フリースタイル』（2005年7月創刊）や、年刊で『このマンガを読め!』（2005年1月に創刊）発行を刊行。
代表の吉田保は、弓立社、メタローグで、フリーランスの編集者として勤務した後に「一人出版社」としてフリースタイルを創業。小学館クリエイティブから刊行の「山上たつひこ撰集・全5巻」の編集も担当している。下北沢で「フリースタイル」というショップも営業していた。